# Agriophyt
Unter Agriophyten versteht man Pflanzenarten, die erst durch menschlichen Einfluss in ein von ihnen zuvor nicht besiedeltes Gebiet gelangt sind (also Archäo- oder Neophyten) und die dort in natürlichen Lebensräumen etabliert sind, d. h. auch nach Aufhören des menschlichen Einflusses Bestandteil der natürlichen Vegetation bleiben, und in ihrem Weiterbestand vom Menschen unabhängig sind. Beispiele in Mitteleuropa sind Wasserpest, Douglasie oder  Japanischer Staudenknöterich (Neophyten), die von den Römern in Deutschland eingeführte Esskastanie, die als Stinsenpflanzen zusammengefassten Zierpflanzen und selbst der normalerweise auf Äckern wachsende Klatschmohn (beides Archäophyten) besiedelt Pionierstandorte in Flussauen und ist somit inzwischen Bestandteil der natürlichen Vegetation.